# Palacio de Indo

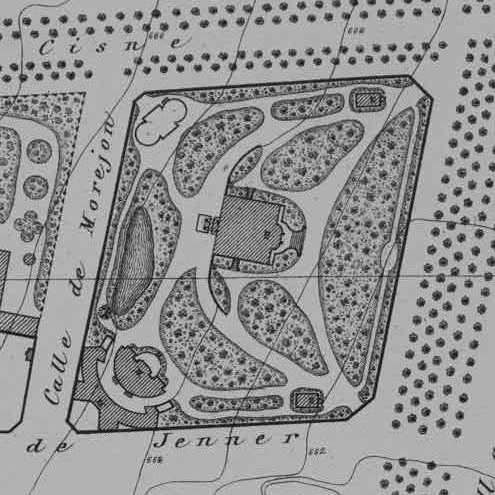
Detalle del Palacio de Indo en el Plano de Ibáñez de Ibero (hacia 1875).

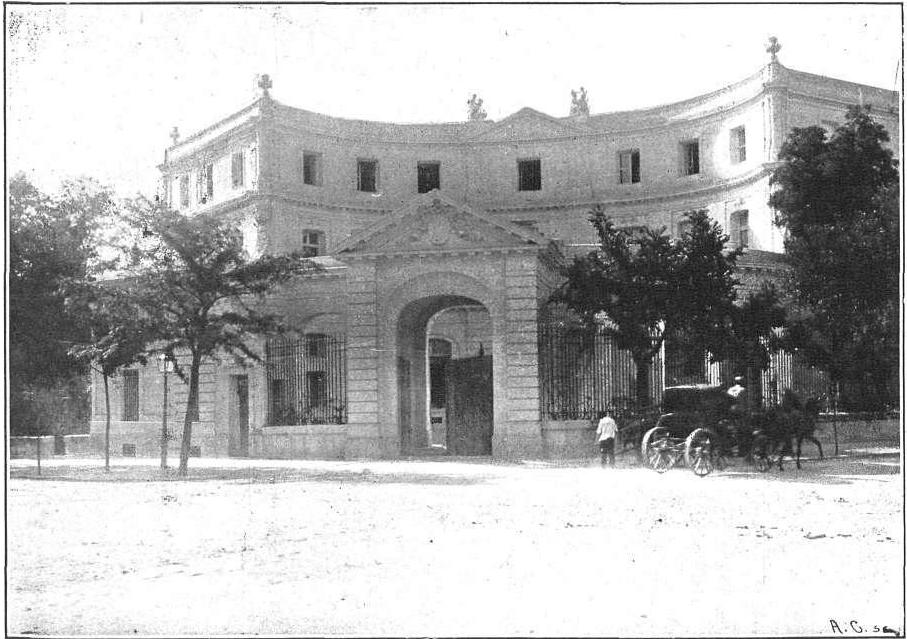
Palacio de Montellano.

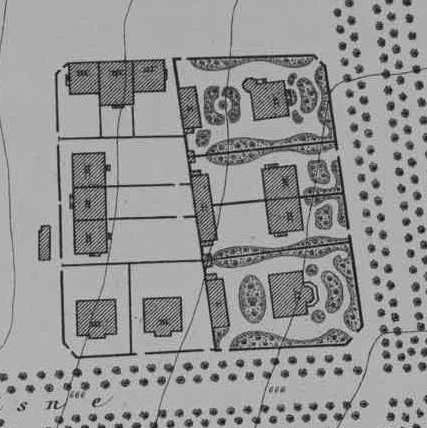
Detalle Palacetes del Barrio de Indo hacia 1875.

El Palacio de Indo fue un palacio desaparecido que se ubicaba en el paseo de la Castellana en Madrid.

## Historia
Los terrenos ubicados alrededor del paseo del Cisne, actual paseo de Eduardo Dato, eran conocidos como la Huerta de España. En el siglo XIX, estos solares fueron adquiridos por el banquero vasco Miguel Sáinz de Indo que construyó una serie de viviendas así como la suya propia en lo que sería conocido como el Barrio de Indo. La mayoría de aquellas lujosas estancias, la mayoría desaparecidas, fueron construidas entre 1870 y 1877 por Agustín Ortiz de Villajos. No obstante, «pese al éxito alcanzado, sus trabajos no fueron modelo para el resto ni tuvieron mayor repercusión».
En 1866 construyó el Palacio de Indo entre las calles de Jenner, Fortuny, Cisne y el paseo de la Castellana. El inmueble exento de tres plantas rematado por una balaustrada, se ubicaba en el centro y estaba rodeado de un amplio jardín que contaba con invernaderos o estufas. Estaba vallado con una verja de hierro fundido.
Su fortuna vino a menos y se vio obligado a subastar sus propiedades en 1901, que fueron adquiridas por el Duque de Montellano. En 1904 encarga a los arquitectos Juan Bautista Lázaro y Joaquín Saldaña López la construcción de una nueva mansión que estuviera adaptada a su gusto.
Describe Pedro Navascués el palacio de Montellano en Un palacio moderno: «Este tenía unos magníficos interiores comenzando por el gran vestíbulo circular del que partía una escalera y dos galerías. Aquel llevaba unos espejos italianos pintados y estos tapices de Gobelinos. Entre los salones sobresalía el llamado de Goya por encontrarse allí [los cuadros para la alameda de los duques de Osuna]: Asalto al coche, El columpio, La cucaña, La caída y el boceto de Las Floreras [...]. La decoración pompeyana del comedor, el salón de mármoles y espejos abierto al jardín y la biblioteca, que reproducía la del castillo de Postdam, eran otras tantas piezas notables del palacete, que pueden dar idea de la riqueza acumulada a un lado y otro de la Castellana.»
Durante la Segunda República Española fue residencia oficial de la Embajada de Estados Unidos en España. Posteriormente, tras la finalización de la Guerra Civil los duques de Montellano volvieron a residir en el Palacio, aunque volverían a abandonarlo en los años 50 para cederlo como residencia al entonces príncipe Juan Carlos de Borbón, trasladándose los duques a vivir a un piso que poseían en la calle Ventura Rodríguez de Madrid.
En 1964, el Ayuntamiento de Madrid estudió comprar el palacio para instalar su sede institucional, pero la compra no se llegó a hacer efectiva. En 1966 este segundo palacio es demolido y su solar lo ocupa hoy el edificio La Unión y el Fénix, una torre de oficinas obra del arquitecto madrileño Luis Gutiérrez Soto, construida entre los años 1966 y 1971. Parte del jardín se respetó: dos cedros, dos plátanos y una sófora perviven en su interior.